# Contepec
Contepec è una municipalità dello stato di Michoacán, nel Messico centrale, il cui capoluogo è la località omonima.
La municipalità conta 32.954 abitanti (2010) e ha un'estensione di 380,74 km².
Il nome della località in lingua nahuatl significa collina delle pentole.